# Olympische Sommerspiele 1964/Teilnehmer (Schweiz)
| Gelbes Symbol für Goldmedaillen mit stilisierten Olympischen Ringen | Graues Symbol für Silbermedaillen mit stilisierten Olympischen Ringen | Braundes Symbol für Bronzemedaillen mit stilisierten Olympischen Ringen |
| ------------------------------------------------------------------- | --------------------------------------------------------------------- | ----------------------------------------------------------------------- |
| 1                                                                   | 2                                                                     | 1                                                                       |

Die Schweiz nahm an den Olympischen Sommerspielen 1964 in der japanischen Hauptstadt Tokio mit einer Delegation von 66 Sportlern, 65 Männer und eine Frau, teil.

## Medaillengewinner

### Gold
| Name             | Sportart | Wettkampf       |
| ---------------- | -------- | --------------- |
| Henri Chammartin | Reiten   | Dressur, Einzel |

### Silber
| Name(n)                                               | Sportart | Wettkampf           |
| ----------------------------------------------------- | -------- | ------------------- |
| Eric Hänni                                            | Judo     | Leichtgewicht       |
| Henri Chammartin, Gustav Fischer, Marianne Gossweiler | Reiten   | Dressur, Mannschaft |

### Bronze
| Name               | Sportart | Wettkampf |
| ------------------ | -------- | --------- |
| Gottfried Kottmann | Rudern   | Einer     |

## Teilnehmer nach Sportarten

### Boxen
- Bela Istvan Horvath
Halbschwergewicht: 9. Platz

- Rudolf Meier
Schwergewicht: 9. Platz

### Fechten
- Walter Bar
Degen, Einzel: 17. Platz
Degen, Mannschaft: 7. Platz

- Michel Steininger
Degen, Einzel: 17. Platz
Degen, Mannschaft: 7. Platz

- Claudio Polledri
Degen, Einzel: 2. Runde
Degen, Mannschaft: 7. Platz

- Paul Meister
Degen, Mannschaft: 7. Platz

- Jean Gontier
Degen, Mannschaft: 7. Platz

### Gewichtheben
- Philippe Lab
Leichtgewicht: 14. Platz

### Judo
- Eric Hänni
Leichtgewicht: Silber

### Leichtathletik
- Max Barandun
100 Meter: Vorläufe

- Jean-Louis Descloux
200 Meter: Vorläufe
4 × 400 Meter: Vorläufe

- Peter Laeng
400 Meter: Viertelfinal
4 × 400 Meter: Vorläufe

- Rolf Jelinek
800 Meter: Vorläufe
1500 Meter: Vorläufe

- Hansruedi Knill
1500 Meter: Vorläufe

- Guido Vögele
Marathon: 32. Platz

- Oskar Leupi
Marathon: 41. Platz

- Marius Theiler
4 × 400 Meter: Vorläufe

- Hansjörg Bosshard
4 × 400 Meter: Vorläufe

- Erwin Stütz
50 Kilometer Gehen: 23. Platz

- Werner Duttweiler
Stabhochsprung: 23. Platz in der Qualifikation
Zehnkampf: DNF

- Urs von Wartburg
Speerwurf: 5. Platz

### Radsport
- Hans Lüthi
Strassenrennen, Einzel: 16. Platz
Mannschaftsverfolgung: 16. Platz

- Erwin Jaisli
Strassenrennen, Einzel: 30. Platz
Mannschaftsverfolgung: 16. Platz

- Louis Pfenninger
Strassenrennen, Einzel: 39. Platz
Mannschaftsverfolgung: 16. Platz

- Hans Heinemann
Strassenrennen, Einzel: 63. Platz

- René Rutschmann
Mannschaftsverfolgung: 16. Platz

### Reiten
- Henri Chammartin
Dressur, Einzel: Gold 
Dressur, Mannschaft: Silber

- Gustav Fischer
Dressur, Einzel: 4. Platz
Dressur, Mannschaft: Silber

- Marianne Gossweiler
Dressur, Einzel: 7. Platz
Dressur, Mannschaft: Silber

- Max Hauri
Springreiten, Einzel: 10. Platz
Springreiten, Mannschaft: 9. Platz

- Paul Weier
Springreiten, Einzel: 14. Platz
Springreiten, Mannschaft: 9. Platz

- Hans Möhr
Springreiten, Einzel: 39. Platz
Springreiten, Mannschaft: 9. Platz

### Ringen
- Max Kobelt
Mittelgewicht, griechisch-römisch: ausgeschieden

- Peter Jutzeler
Halbschwergewicht, griechisch-römisch: 5. Platz
Halbschwergewicht, Freistil: 5. Platz

- Rudolf Kobelt
Mittelgewicht, griechisch-römisch: ??

### Rudern
- Göpf Kottmann
Skiff (Einer): Bronze

- Melchior Bürgin
Doppelzweier: 4. Platz

- Martin Studach
Doppelzweier: 4. Platz

- Peter Bolliger
Zweier ohne Steuermann: 7. Platz

- Nicolas Gobet
Zweier ohne Steuermann: 7. Platz

- Hugo Waser
Zweier mit Steuermann: 11. Platz

- Adolf Waser
Zweier mit Steuermann: 11. Platz

- Werner Ehrensperger
Zweier mit Steuermann: 11. Platz

### Schiessen
- Hans Albrecht
Schnellfeuerpistole: 4. Platz

- Hansruedi Schneider
Schnellfeuerpistole: 11. Platz

- Ludwig Hemauer
Freie Pistole: 17. Platz

- Ernst Stoll
Freie Pistole: 24. Platz

- August Hollenstein
Freies Gewehr: 5. Platz

- Kurt Müller
Freies Gewehr: 7. Platz
Kleinkaliber, Dreistellungskampf: 8. Platz

- Erwin Vogt
Kleinkaliber, Dreistellungskampf: 17. Platz
Kleinkaliber, liegend: 11. Platz

- Hans Simonet
Kleinkaliber, liegend: 13. Platz

### Schwimmen
- Pano Capéronis
100 Meter Freistil: Vorläufe
400 Meter Freistil: Vorläufe
1500 Meter Freistil: Vorläufe

- Rudolf Brack
200 Meter Brust: Vorläufe

### Segeln
- Hans Bryner
Star: 9. Platz

- Urs-Ulrich Bucher
Star: 9. Platz

- Jean-Pierre Renevier
Flying Dutchman: 17. Platz

- Michel Buzzi
Flying Dutchman: 17. Platz

- Paul Ramelet
5,5-m-R-Klasse: 10. Platz

- Jean Graul
5,5-m-R-Klasse: 10. Platz

- Roger Rouge
5,5-m-R-Klasse: 10. Platz

### Turnen
- Fritz Feuz
Einzelmehrkampf: 48. Platz
Mannschaftsmehrkampf: 14. Platz
Barren: 55. Platz in der Qualifikation
Boden: 30. Platz in der Qualifikation
Pferdsprung: 16. Platz in der Qualifikation
Reck: 55. Platz in der Qualifikation
Ringe: 91. Platz in der Qualifikation
Seitpferd: 28. Platz in der Qualifikation

- Walter Müller
Einzelmehrkampf: 65. Platz
Mannschaftsmehrkampf: 14. Platz
Barren: 22. Platz in der Qualifikation
Boden: 100. Platz in der Qualifikation
Pferdsprung: 9. Platz in der Qualifikation
Reck: 86. Platz in der Qualifikation
Ringe: 81. Platz in der Qualifikation
Seitpferd: 22. Platz in der Qualifikation

- Fredi Egger
Einzelmehrkampf: 71. Platz
Mannschaftsmehrkampf: 14. Platz
Barren: 45. Platz in der Qualifikation
Boden: 61. Platz in der Qualifikation
Pferdsprung: 24. Platz in der Qualifikation
Reck: 80. Platz in der Qualifikation
Ringe: 98. Platz in der Qualifikation
Seitpferd: 50. Platz in der Qualifikation

- Gottlieb Fässler
Einzelmehrkampf: 85. Platz
Mannschaftsmehrkampf: 14. Platz
Barren: 68. Platz in der Qualifikation
Boden: 94. Platz in der Qualifikation
Pferdsprung: 42. Platz in der Qualifikation
Reck: 82. Platz in der Qualifikation
Ringe: 91. Platz in der Qualifikation
Seitpferd: 60. Platz in der Qualifikation

- Meinrad Berchtold
Einzelmehrkampf: 90. Platz
Mannschaftsmehrkampf: 14. Platz
Barren: 75. Platz in der Qualifikation
Boden: 69. Platz in der Qualifikation
Pferdsprung: 36. Platz in der Qualifikation
Reck: 71. Platz in der Qualifikation
Ringe: 105. Platz in der Qualifikation
Seitpferd: 99. Platz in der Qualifikation

- Franz Fäh
Einzelmehrkampf: 93. Platz
Mannschaftsmehrkampf: 14. Platz
Barren: 60. Platz in der Qualifikation
Boden: 115. Platz in der Qualifikation
Pferdsprung: 77. Platz in der Qualifikation
Reck: 68. Platz in der Qualifikation
Ringe: 110. Platz in der Qualifikation
Seitpferd: 80. Platz in der Qualifikation